# Tricloruro de arsénico
El tricloruro de arsénico es un compuesto inorgánico cuya fórmula es AsCl3, también es conocido como cloruro arsenioso o mantequilla de arsénico. Se trata de un aceite venenoso incoloro, aunque algunas muestras no purificadas puedan parecer de color amarillo. Es un intermediario en la fabricación de compuestos organoarsénicos.

## Estructura
El AsCl3 es una molécula piramidal con una simetría C3v. El enlace As-Cl es de 2,161 Å y el ángulo Cl-As-Cl es de 98° 25'±30. La molécula de AsCl3 tiene cuatro modos de vibración normales: ν1(A1) 416, ν2(A1) 192, ν3 393, y ν4(E) 152 cm-1.

## Síntesis
Este líquido incoloro se obtiene mediante el tratamiento del óxido de arsénico (III) con el cloruro de hidrógeno, y a continuación se destila:
As2O3 + 6 HCl → 2 AsCl3 + 3 H2O
También se puede preparar mediante la cloración del arsénico a una temperatura de 80-85 °C, pero para este método se necesita el arsénico elemental.
2 As + 3 Cl2 → 2 AsCl3
El tricloruro de arsénico se puede preparar a partir de la reacción del óxido de arsénico y el monocloruro de azufre. Este método no requiere aparatos complicados y es muy eficaz:
2 As2O3 + 6 S2Cl2 → 4 AsCl3 + 3 SO2 + 9 S
Otro método útil en el laboratorio es el reflujo del óxido de arsénico (III) con el cloruro de tionilo:
2 As2O3 + 3 SOCl2 → 2 AsCl3 + 3 SO2
El tricloruro de arsénico también se puede preparar mediante la reacción del ácido clorhídrico y el sulfuro de arsénico (III).
As2S3 + 6 HCl → 2 AsCl3 + 3 H2S

## Reacciones
La hidrólisis forma el ácido arsénico y el ácido clorhídrico:
AsCl3 + 3 H2O → As(OH)3 + 3 HCl
Aunque el AsCl3 es menos sensible a la humedad que el PCl3, aún emite vapores cuando hay aire húmedo.
El AsCl3 experimenta una redistribución al ser tratado con el As2O3 para dar lugar al polímero inorgánico AsOCl. En presencia de cloruros, el AsCl3 forma sales que contienen el anión [AsCl4]-. La reacción con el bromuro de potasio y el yoduro de potasio produce tribromuro de arsénico y triyoduro de arsénico, respectivamente.
El AsCl3 tiene gran utilidad en la química organoarsénica; por ejemplo, la trifenilarsina se obtiene a partir del AsCl3:
AsCl3 + 6 Na + C6H5Cl → As(C6H5)3 + 6 NaCl
Los gases venenosos denominados lewisitas se obtienen añadiendo tricloruro de arsénico al acetileno:
AsCl3 + C2H2 → ClCH=CHAsCl2

## Seguridad
Los compuestos inorgánicos con arsénico son muy tóxicos, y el AsCl3 lo es especialmente debido a su volatilidad y solubilidad (en agua).
Está clasificada como una sustancia extremadamente peligrosa en los Estados Unidos, según se establece en la Sección 302 de la Ley de Planificación de Emergencias y Derecho a Saber de la Comunidad de los Estados Unidos (42 U.S.C. 11002), y está sometida a unos estrictos requisitos informativos para aquellas instalaciones que la produzcan, almacenen o utilicen en cantidades significativas.